# Papoeadwergijsvogel
De papoeadwergijsvogel (Ceyx solitarius) is een vogel uit de familie Alcedinidae (ijsvogels). Het type-exemplaar werd verzameld aan de Tritonbaai (baie de Lobo) tijdens de expeditie naar Nieuw-Guinea in 1828 en in 1836 door Coenraad Jacob Temminck beschreven.

## Kenmerken
Deze ijsvogel is 12 cm lang, het is een kleine soort ijsvogel met drie tenen. De vogel is diepblauw van boven, lager op de rug en op de stuit iets lichter blauw. Op de kruin en de bovenste vleugeldekveren zitten vage ronde vlekjes in het blauw. De buik- en borst zijn egaal honingkleurig goudgeel. De snavel is zwart en de poten zijn oranjegeel. Het vrouwtje is iets doffer van kleur, maar dat is nauwelijks zichtbaar in het veld. De vogel komt plaatselijk voor samen met de azuurijsvogel en de (gewone) ijsvogel, maar die zijn groter en meer egaal blauw van boven.

## Verspreiding en leefgebied
Deze soort komt voor in West-Papoea, de rest van het hoofdeiland Nieuw-Guinea, de Aru-eilanden en de D'Entrecasteaux-eilanden. Het leefgebied is minder sterk aan water gebonden dan dat van de andere soorten kleine ijsvogels. Het is een vogel van dicht begroeid natuurlijk bos in laagland en heuvelland tot op 1200 m boven zeeniveau, vaak ver uit de buurt van water.

## Status
De papoeadwergijsvogel heeft een groot verspreidingsgebied en daardoor is de kans op de status kwetsbaar (voor uitsterven) gering. De grootte van de wereldpopulatie is niet gekwantificeerd. De soort gaat in aantal achteruit door de habitatverlies zoals ontbossing. Echter, het tempo van achteruitgang ligt onder de 30% in tien jaar (minder dan 3,5% per jaar). Om deze redenen staat de vogel als niet bedreigd op de Rode Lijst van de IUCN.